# Adèle Pichon

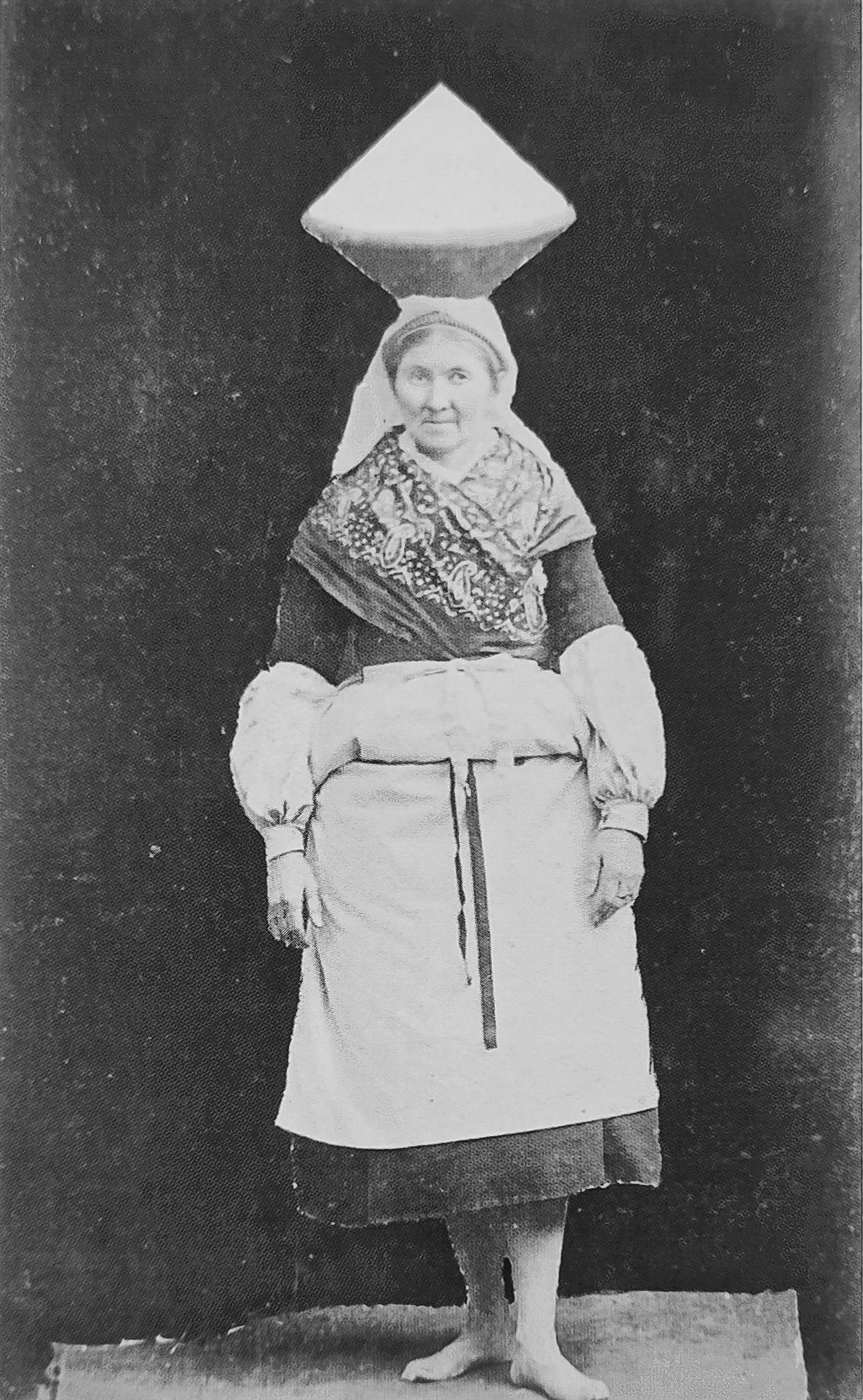
Adèle Pichon vor 1895, als „Porteresse de sel“ (Salzträgerin), porträtiert

Adèle Pichon (* 1847; † 1925 vermutlich auf Korsika) war eine französische Sammlerin von traditionellen Trachten und Objekten aus dem Pays de Guérande. Sie gründete das Musée des Anciens Costumes in Batz-sur-Mer, eines der ersten Folkloremuseen Frankreichs, aus dem später das Musée des marais salants („Museum der Salzgärten“) hervorging. Pichon spielte eine wesentliche Rolle bei der Sichtbarmachung ihres regionalen Kulturerbes und wird auch als „Pionierin der Museografie“ bezeichnet.

## Leben
Adèle Pichon entstammte einer Salzbauern-Familie aus Batz, einem im Pays de Guérande gelegenen Ort an der französischen Atlantikküste und historischem Zentrum des Salzabbaus. Später wurde sie Ordensschwester der Communaute du Bon Pasteur.
In den 1870er Jahren entwickelte sich in Frankreich zunehmend wissenschaftliches Interesse an der Ethnografie der Regionen; so empfahl 1875 der Kongress einer Gelehrtengesellschaft die Gründung einer Sammlung rund um die „Paludiers“, also die lokalen Salinen rund um Guérande. Adèle Pichon wiederum war sich darüber bewusst, dass die ursprüngliche bäuerliche Lebensweise und Kultur durch den aufstrebenden Badetourismus verdrängt werden würde und baute mithilfe ihres sozialen Umfelds eine Sammlung von Möbeln, Werkzeugen, Alltagsgegenständen sowie Arbeitskleidung und festlichen Trachten der verschiedenen Berufsgruppen im Umfeld des Salzabbaus im Pays de Guérande auf. Diese wurden zum Teil auch in regionalen Ausstellungen und im naturhistorischen Museum in Nantes gezeigt, bevor Pichon im August 1887 das Musée des Anciens Costumes im Zentrum ihres Heimatortes eröffnete.

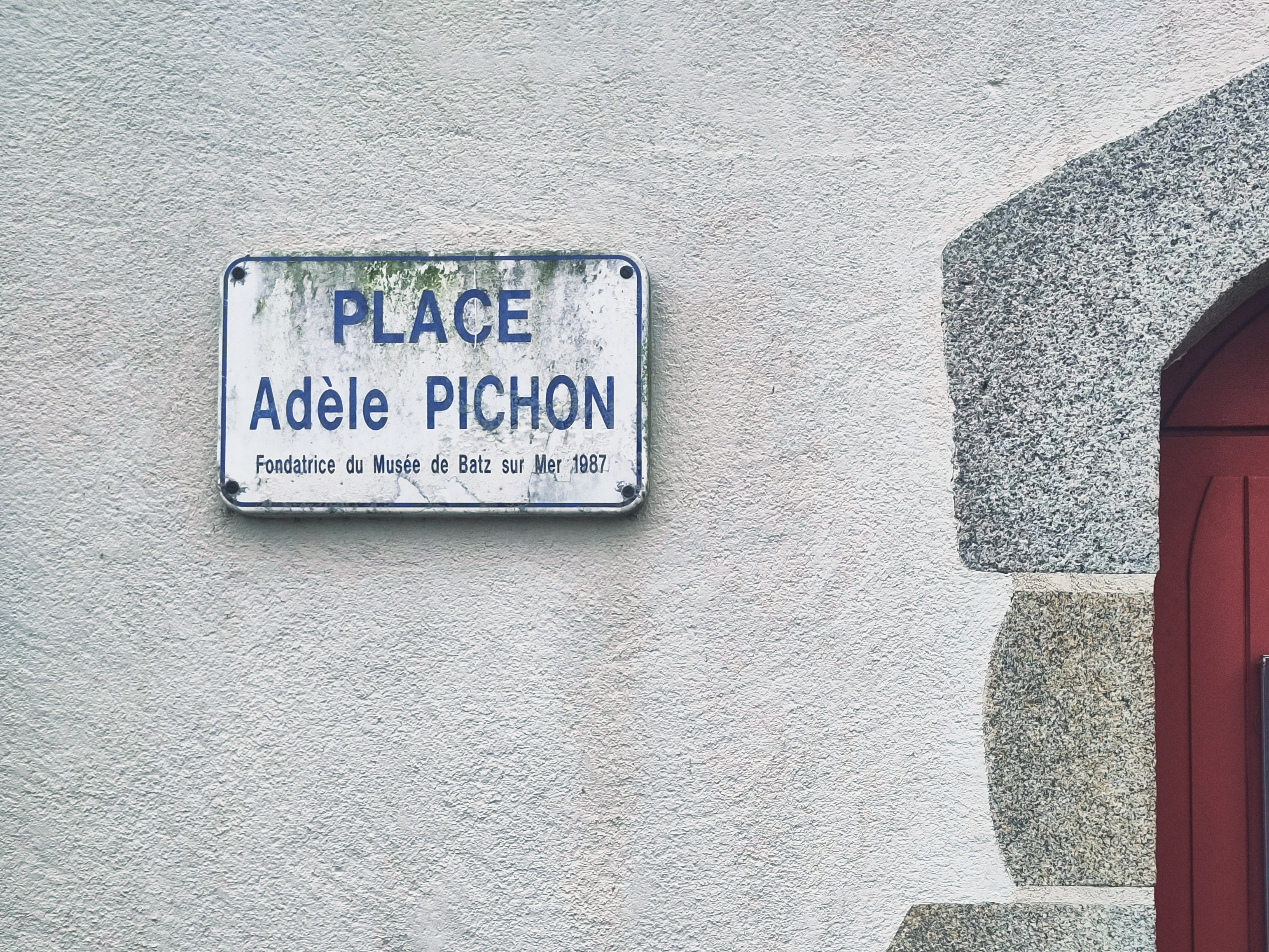
Place Adèle Pichon in Batz-sur-Mer

Pichon beschäftigte sich neben dem materiellen Kulturerbe auch mit den Liedern und Legenden ihres Heimatortes; um 1890 gab sie zwei Bände mit lokalen Liedersammlungen heraus.
Nach ihrem Tod wurde Museum und Sammlung zunächst von ihrer Familie (Neffen und deren Nachkommen) weitergeführt, bis es in den 1970er Jahren in interkommunale Verwaltung überging und 1982 als Musée des Marais Salants wiedereröffnet wurde.
In Batz-sur-Mer wurde 1987 der Platz vor dem Museum nach Adèle Pichon benannt.

## Veröffentlichungen
- Bourg-de-Batz. Chansons locales, Nantes, Pequignot, ca. 1890.
- Bourg-de-Batz. Noëls anciens, Nantes, Pequignot, ca. 1890.